# هشام الهويش
هشام الهويش (7 مارس 1980 -)، إعلامي سعودي، ومقدّم برامج تلفزيون، وله تجارب في التمثيل والغناء، ويُعتبر فنّانًا متعدد المواهب، ومن أهم مقدّمي برامج المنوّعات في الإعلام المرئي العربي.

## سيرته
- وُلد ونشأ في مدينة جدة. وهو من عائلة الهويش بمنطقة القصيم. عمل في مجال الصناعة مع والده، حتى عام 2004 حينما بلغ من العمر 24 عاماً.[3]
- اشترك في الموسم الثاني من ستار أكاديمي (2004-2005). وبهذا البرنامج أظهر شخصية تفاعلية ظريفة، وقدرات غنائية واستعراضية وتمثيلية كوميدية، وذلك في أداء أغانٍ ومشاهد مسرحية، وفي مواقف وتعليقات كانت تُضحك الحاضرين؛ فجذب اهتمام الجمهور وتشجيع جزء كبير منه، ونال تصويت الأغلبية عدة مرات حتى وصل إلى النهائي وفاز باللقب، وحقق شهرة ونجومية كبيرة بالنسبة لشخص مبتدئ. وكان زملاؤه يسمونه «أبو الهش»، اللقب الذي ما زال يحب أن يسمى به.
- بدأ أعماله التلفزيونية في شهر رمضان 2005 على قناة أل بي سي ببرنامج المسابقات «هشام عالخط»، الذي كان يُبث بثاً مباشراً يتلقى فيه مكالمات المشاهدين ويطرح عليهم أسئلة ليجيبوا عنها ويربحوا جوائز.
- في 2006 قام ببطولة فيلم "كيف الحال"، بشخصية «سلطان». وهو فيلم روائي طويل، أنتجته شركة روتانا؛ لكنه لم ينجح تجارياً، بسبب تغييب فن السينما في السعودية.[4] وأدى هشام أغنية مصوّرة خاصة بالفيلم مع الفنانة ميس حمدان.
- ثم انتسب إلى قناة أم بي سي 1 بعقد احتكاري؛ فقدّم عبرها عدة برامج، هي: كاش تاكسي في رمضان 2006، دلع سيارتك ومدى الحياة في 2007، والمجازفة في 2009.
- ثم جاءت فترة تحوّل وبداية مرحلة جديدة في حياته، تضمنت زواجه التقليدي بالكاتبة نادين الدويغري في 2009، التي أنجبت له هيا، عبد الملك، ويوسف.[4]
- وبسبب عدم استمرارية عمله مع أم‌ بي‌ سي، قرر دخول تجربة الإنتاج للتلفزيون، وكذلك للإنترنت.[4] فأنشأ في 2011 مؤسسة عدسة الوسائط، وأنتجت بإشرافه المسلسل الكوميدي واحد كابتشينو[5]، ومسلسل «العميل كوبرا» الذي يدمج وجوه الممثلين بالرسوم المتحركة، وأدى فيه هشام دور البطولة، وبرنامج المسابقات «أنت وحظك» حيث يتجول هشام بشاحنة كبيرة ثم يأتي المتسابقون لمواجهة التحدي داخلها.[1] وقدّمت المؤسسة مشاركات في تطوير محتوى أعمال تلفزيونية وإبداعية، وكذلك مواد مصوّرة للبث عبر الإنترنت.[6]
- وقد أصبح عمله الأساسي هو الظهور للمتابعين في الإعلام البديل عبر وسائل التواصل الاجتماعي، وخاصة سناب شات؛ حيث يستعين بفريق عمل، ويبث بشكل شبه يومي تعليقات فكاهية ومعلومات طريفة وتقارير خفيفة لنشاطات وأماكن مميزة، يتخللها دعايات مدفوعة الأجر؛ وصار من مشاهير الإنترنت الذين حققوا نجاحاً يضاهي نجاح مشاهير التلفزيون.
- كانت له عدة مشاركات في القناة السعودية (2011-2014). وساهم في صياغة أفكار مسلسل حارة الشيخ الذي أنتجه أم بي سي في 2016.
- في 2018 و2019 قدّم عبر تلفزيون دبي موسمين من برنامج «كاربول كاريوكي بالعربي»، حيث استضاف نجوم الغناء العرب بأسلوب طريف وهو يجول بهم في سيارة.
- في رمضان 2019 عاد هشام إلى تقديم المسابقات الميدانية المرحة، هذه المرة على قناة أس بي سي (SBC) بمسابقة اسمها «لا تقولها»، تقام في أماكن عامة في عدة مدن في السعودية، حيث يُمنع المتسابق من إجابة السؤال شفهياً، ويُلزم بجلب الشيء الذي يمثل الجواب، خلال وقت محدد، بدون أن يشتريه أو يسرقه.[7][8] وأدى هشام أيضًا أغنية مقدّمة البرنامج.

## أعماله
| اسم العمل                           | السنة                  |
| ----------------------------------- | ---------------------- |
| هشام عالخط (برنامج)                 | 2005                   |
| كاش تاكسي 1-2 (برنامج)              | 2006-2007              |
| كيف الحال (فيلم)                    | 2006                   |
| دلع سيارتك (برنامج)                 | 2007                   |
| مدى الحياة (برنامج)                 | 2007                   |
| المجازفة (برنامج)                   | 2009                   |
| النخلة (برنامج)                     | 2011                   |
| العميل كوبرا (مسلسل)                | 2011                   |
| أنت وحظك 1-2 (برنامج)               | 2013-2014              |
| ذا فيكتوريوس مع مارادونا (برنامج)   | 2014                   |
| كاربول كاريوكي بالعربي 1-2 (برنامج) | 2018-2019              |
| لا تقولها (برنامج)                  | 2019                   |
| لا تقولها 2                         | 2020                   |
| Rolling in it بالعربي               | 2021                   |
| لا تقولها 3                         | 2021                   |
| لا تقولها 4                         | 2022                   |
| هذا مكانك                           | 2022                   |
| المطانيخ (برنامج)                   | 2023 على قناة السعودية |

## الجوائز
- ستار أكاديمي
- أفضل نجم إعلام اجتماعي[12][13]

## وصلات خارجية
- هشام الهويش على موقع IMDb (الإنجليزية)
- هشام الهويش على موقع قاعدة بيانات الأفلام العربية

| سبقه محمد عطية | الفائز بلقب ستار أكاديمي موسم 2004-2005 | تبعه جوزيف عطية |